# Barafalva
Barafalva (románul Bara) falu Romániában, Temes megyében, Barafalva központja. Községközpont, Bégalaposnok, Bégapata, Dobrosd és Radmanóc tartozik hozzá.

## Fekvése
Lugostól 15 km-re északra, az Erdőhát nevű dombvidéken fekszik.

## Története
Első írásos említése 1371-ből származik.
1910-ben 1097, többségben román lakosa volt. 2002-ben 199 lakosából 192 román, 6 magyar, 1 roma volt.